# Jan Wrabec
Jan Dominik Wrabec (ur. 12 kwietnia 1937 we Lwowie, zm. 17 kwietnia 2019 we Wrocławiu) – polski architekt, historyk sztuki, specjalista w zakresie w architektury baroku i historii sztuki nowożytnej; profesor nauk humanistycznych, nauczyciel akademicki.

## Życiorys
Urodził się w 1937 roku we Lwowie. Po zakończeniu II wojny światowej osiadł wraz z rodziną na Śląsku, gdzie ukończył II Liceum Ogólnokształcące w Gliwicach. W latach 1954–1958 studiował architekturę na Politechnice Wrocławskiej, a następnie w latach 1958–1963 historię sztuki na Uniwersytecie Wrocławskim. Pracę magisterską pt. Geneza typu kościoła ze skośnie ustawionymi filarami w Czechach i jego recepcja w architekturze śląskiej w XVIII wieku, przygotował pod kierunkiem prof. Zbigniewa Hornunga.
Po ukończeniu studiów został zatrudniony jako młodszy asystent w Katedrze Historii Sztuki Nowożytnej Uniwersytetu Wrocławskiego. W 1971 roku obronił rozprawę doktorską, napisaną ponownie pod kierunkiem prof. Zbigniewa Hornunga pt. Budownictwo kościelne na Śląsku w XVIII wieku. Ukazała się ona drukiem w 1986 roku pt. Barokowe kościoły na Śląsku w XVIII wieku. Systematyka typologiczna, w ramach serii „Studia z Historii Sztuki” Instytutu Sztuki PAN, wydawanej przez „Ossolineum” i została uhonorowana Nagrodą Ministra Nauki, Szkolnictwa i Techniki w 1987 roku. Stopień naukowy doktora habilitowanego uzyskał na podstawie dorobku naukowego oraz rozprawy pt. Dientzenhoferowie czescy a Śląsk w 1990 roku, która została wydana rok później przez Wrocławskie Towarzystwo Naukowe. W 1997 roku został powołany na stanowisko profesora nadzwyczajnego w Uniwersytecie Wrocławskim. W 2003 roku otrzymał tytuł profesora nauk humanistycznych, w niedługo potem stanowisko profesora zwyczajnego.
Był członkiem Komisji Historii Sztuki Wrocławskiego Towarzystwa Naukowego, której przez wiele lat był sekretarzem. Pełnił funkcję przewodniczącego Sekcji Naukowej Wrocławskiego Oddziału Stowarzyszenia Historyków Sztuki. Był też członkiem Głównej Komisji ds. Ochrony Zabytków przy Zarządzie Głównym tego stowarzyszenia w Warszawie. Na Uniwersytecie Wrocławskim był przez dwie kadencje reprezentantem młodej kadry pracowników w Senacie tej uczelni, a po habilitacji członkiem komisji senackich: statutowej i bibliotecznej. W Instytucie Historii Sztuki pełnił obowiązki zastępcy dyrektora ds. dydaktyki, kierownika Zakładu Historii Sztuki Nowożytnej i dyrektora (1996-2005). Był jednym z redaktorów serii „Historia Sztuki. Acta Universitas Vratislaviensis”. W 1988 roku za swoją działalność został odznaczony Złotym Krzyżem Zasługi.

## Dorobek naukowy
Jego zainteresowania naukowe skupiały się wokół trzech grup zagadnień:
- architektury barokowej w Europie Południowej i Środkowo-Wschodniej, ze szczególnym uwzględnieniem Śląska i Czech. Jego badania zmierzają do lepszego zdefiniowania i pełniejszej charakterystyki tego regionu artystycznego,
- wyposażenia oraz wystroju malarskiego i rzeźbiarskiego budowli barokowych, pojmowanego jako kontekst architektury,
- inwentaryzacji i analizy konkretnych obiektów i zespołów architektonicznych, w aspekcie ich ochrony i rewaloryzacji.

Był autorem 9 książek i około 40 artykułów. Do ważniejszych z nich należą:
- Legnickie Pole. Śląsk w zabytkach sztuki, Wrocław-Warszawa-Kraków-Gdańsk 1974.
- Barokowe kościoły na Śląsku w XVIII w. Systematyka typologiczna, Wrocław-Warszawa-Kraków-Gdańsk-Łódź 1986.
- Legnickie Pole (folder turystyczny), Legnica 1986.
- Dientzenhoferowie czescy a Śląsk, Wrocław-Warszawa-Kraków 1991.
- Michał Klahr Starszy i jego środowisko kulturowe, Wrocław 1995 (redaktor).

## Życie prywatne
Do pozanaukowych zainteresowań prof. Wrabeca należały turystyka górska, muzyka poważna i jazz, książki (pamiętniki i wspomnienia). Miał żonę Hannę, też historyka sztuki, i czworo dzieci.